# Tyson Gay
Tyson Lashane Gay (Lexington, 9 augustus 1982) is een Amerikaanse sprinter, die is gespecialiseerd in de 200 m en 100 m. Hij nam deel aan de Olympische Spelen en werd in 2007 op beide sprintafstanden wereldkampioen. Bovendien maakte hij deel uit van het Amerikaanse team, dat op dit kampioenschap op de 4 x 100 m estafette goud veroverde.

## Carrière
Gay maakte zijn internationale doorbraak in 2005. Op het Amerikaans kampioenschap werd hij tweede op de 200 m en hij kwalificeerde zich daarmee voor het WK in Helsinki. Daar werd hij door drie landgenoten geklopt en eindigde hij als vierde net buiten het podium.
In 2006 verbeterde hij zijn 200 meter-tijd opnieuw. Op 10 september 2006 liep hij in Stuttgart 19,68 s. Dit was een evenaring van de tijd van de legendarische Frankie Fredericks. Eerder dat jaar liep Gay in Zürich ook zijn persoonlijk record op de 100 m van 9,84. Ook liep hij tijdens Memorial Van Damme 2006 de snelste 200 m die daar ooit gelopen werd in 19,79.
Het seizoen 2007 begon Gay voortvarend met twee indrukwekkende tijden, die gelopen werden met meewind. Op 20 mei liep hij 9,79 (+2.5 m/s) in Carson en op 2 juni tijdens de Reebok Grand Prix 9,76 (+2.2 m/s).
Op 22 juni 2007 liet Tyson Gay op het Amerikaans kampioenschap in Indianapolis op de 100 m een tijd van 9,84 klokken met een tegenwind van -0,5 m/s. Dit was de op een na snelste tijd op deze afstand die ooit gelopen werd met tegenwind. Hij finishte 0,23 s voor zijn tegenstander Trindon Holliday. Op de 200 m liep hij met tegenwind een tijd van 19,62, de tweede snelste tijd ooit gelopen op deze afstand. Op 26 augustus 2007 werd hij in Osaka wereldkampioen op de 100 m. Hij versloeg de wereldrecordhouder en grote favoriet Asafa Powell met een tijd van 9,85 en won hiermee het goud. Vier dagen later werd hij ook wereldkampioen op de 200 m in een nieuw kampioenschapsrecord van 19,76, om ten slotte op de op een na laatste dag van het toernooi op de 4 x 100 m estafette zijn derde gouden plak op te halen. Samen met Darvis Patton, Wallace Spearmon en Leroy Dixon liep hij naar 37,78, de beste wereldjaarprestatie.
Op grond van in Osaka geleverde prestaties werd Tyson Gay op 19 november 2007 in eigen land uitgeroepen tot atleet van het jaar. Op 1 december 2007 kreeg hij in verband hiermee de Jesse Owen Award uitgereikt. Bovendien bekroonde de IAAF hem op 25 november 2007 ook nog eens met de titel van IAAF Atleet van het Jaar.
In 2008 won hij de Amerikaanse olympische selectiewedstrijden. Op de Olympische Spelen van 2008 in Peking sneuvelde hij in de halve finale van de 100 m met een tijd van 10,05. Ook op de 4 x 100 m estafette stelde hij teleur, doordat hij met zijn teamgenoten Rodney Martin, Travis Padgett en Darvis Patton werd uitgeschakeld in de kwalificatieronde wegens een wisselfout. Vier jaar later op de Olympische Spelen van Londen kwam hij uit op zowel de 100 m als de 4 x 100 m estafette. Op het eerste onderdeel liep hij met 9,80 net buiten het podium. In de finale verbeterde het Amerikaanse estafetteteam het nationale record tot 37,04 en finishte hiermee als tweede overall. Deze prestatie werd alleen onder boden door de Jamaicaanse estafetteploeg die de wedstrijd wonnen met een verbetering van het wereldrecord tot 36,84.
Op de Olympische Spelen van 2016 in Rio de Janeiro kwam hij alleen uit op de 4 x 100 m estafette. Via 37,65 plaatste het Amerikaanse team zich voor de finale. In de finale bestond het team naast Gay uit Mike Rodgers, Justin Gatlin en Trayvon Bromell, maar werd het team gediskwalificeerd doordat de baton buiten het wisselvak werd afgedragen.

## Titels
- Wereldkampioen 100 m - 2007
- Wereldkampioen 200 m - 2007
- Wereldkampioen 4 x 100 m - 2007
- Amerikaans kampioen 100 m - 2006, 2007, 2008, 2013
- Amerikaans kampioen 200 m - 2007, 2013
- NCAA-kampioen 100 m - 2004

## Persoonlijke records
Outdoor
| Onderdeel | Prestatie   | Datum             | Plaats      |
| --------- | ----------- | ----------------- | ----------- |
| 100 m     | 9,69 s (NR) | 20 september 2009 | Shanghai    |
| 200 m     | 19,58 s     | 30 mei 2009       | New York    |
| 400 m     | 44,89 s     | 17 april 2010     | Gainesville |

Indoor
| Onderdeel | Prestatie | Datum            | Plaats       |
| --------- | --------- | ---------------- | ------------ |
| 60 m      | 6,55 s    | 11 februari 2005 | Fayetteville |
| 200 m     | 20,58 s   | 12 maart 2004    | Fayetteville |
| 400 m     | 47,08 s   | 2 maart 2007     | Fayetteville |

## Snelste tijden

### 100 m onder 9,90 s
| Tijd | Wind | Datum             | Plaats       |
| 9,69 | 2.0  | 20 september 2009 | Shanghai     |
| 9,71 | 0.9  | 16 augustus 2009  | Berlijn      |
| 9,77 | 0.4  | 10 augustus 2009  | Rome         |
| 9,77 | 1.6  | 28 juni 2008      | Eugene       |
| 9,78 | -0.4 | 13 augustus 2010  | Londen       |
| 9,79 | 1.1  | 4 juni 2011       | Clermont     |
| 9,79 | 0.1  | 27 augustus 2010  | Brussel      |
| 9,79 | 2.0  | 4 juli 2013       | Lausanne     |
| 9,84 | -0.5 | 22 juni 2007      | Indianapolis |
| 9,84 | 1.0  | 18 augustus 2006  | Zürich       |
| 9,85 | 1.7  | 31 mei 2008       | New York     |
| 9,85 | -0.5 | 26 augustus 2007  | Osaka        |
| 9,88 | -0.2 | 12 september 2009 | Thessaloniki |
| 9,88 | 1.1  | 16 september 2006 | Athene       |
| 9,88 | 2.0  | 21 juli 2006      | Rethimnon    |

### 200 m onder 20 s
| Tijd  | Wind | Datum             | Plaats       |
| 19,58 | 1.3  | 20 mei 2009       | New York     |
| 19,62 | -0.3 | 24 juni 2007      | Indianapolis |
| 19,68 | -0.1 | 10 september 2006 | Stuttgart    |
| 19,70 | 0.4  | 11 juli 2006      | Lausanne     |
| 19,72 | 0.1  | 22 juli 2010      | Monaco       |
| 19,76 | -0.8 | 30 augustus 2007  | Osaka        |
| 19,78 | 0.0  | 10 juli 2007      | Lausanne     |
| 19,79 | 0.2  | 25 augustus 2006  | Brussel      |
| 19,84 | 0.2  | 28 juli 2006      | Londen       |
| 19,93 | 0.6  | 9 juni 2005       | Sacramento   |
| 19,96 | -1.5 | 9 september 2005  | Monaco       |
| 19,97 | -0.5 | 5 mei 2007        | Kingston     |
| 19,99 | 1.8  | 22 juli 2005      | Londen       |

## Palmares

### 100 m
Kampioenschappen
- 2006:  Amerikaanse kamp. - 10,07 s
- 2006:  Wereldatletiekfinale in Stuttgart - 9,92 s
- 2006:  Wereldbeker - 9,88 s
- 2007:  Amerikaanse kamp. - 9,84 s
- 2007:  WK - 9,85 s
- 2008:  Amerikaanse kamp. - 9,68 s
- 2008: 5e in ½ fin. OS - 10,05 s
- 2009:  WK - 9,71 s (nat. rec.)
- 2009:  Wereldatletiekfinale - 9,88 s
- 2012: 4e OS - 9,80 s
- 2013:  Amerikaanse kamp. - 9,75 s
- 2015: 6e WK - 10,00 s

Golden League-podiumplekken
- 2005:  Bislett Games – 10,15 s
- 2006:  Golden Gala – 10,04 s
- 2006:  Weltklasse Zürich – 9,84 s
- 2006:  ISTAF – 9,96 s
- 2009:  Golden Gala – 9,97 s
- 2009:  Memorial Van Damme – 10,00 s

Diamond League-podiumplekken
- 2010:  Eindzege Diamond League
- 2010:  Aviva British Grand Prix – 9,94 s
- 2010:  DN Galan – 9,84 s
- 2010:  London Grand Prix – 9,78 s
- 2010:  Memorial Van Damme – 9,79 s
- 2011:  Adidas Grand Prix – 10,26 s
- 2012:  Meeting Areva – 9,99 s
- 2012:  London Grand Prix – 10,03 s
- 2012:  Athletissima – 9,83 s
- 2013:  Adidas Grand Prix – 10,02 s
- 2013:  Athletissima – 9,79 s
- 2014:  Athletissima – 9,93 s

### 200 m
Kampioenschappen
- 2005: 4e WK - 20,34 s
- 2005:  Wereldatletiekfinale in Monaco - 19,96 s
- 2006:  Wereldatletiekfinale in Stuttgart - 19,68 s
- 2007:  Amerikaanse kamp. - 19,62 s
- 2007:  WK - 19,76 s
- 2013:  Amerikaanse kamp. - 19,74 s

Golden League-podiumplekken
- 2006:  Memorial Van Damme – 19,79 s

Diamond League-podiumplekken
- 2010:  Prefontaine Classic – 19,76 s
- 2010:  Herculis – 19,72 s
- 2012:  Birmingham Grand Prix – 20,21 s

### 4 x 100 m
- 2002:  NACAC U25 - 39,79 s
- 2007:  WK - 37,78 s
- 2008: DQ in serie OS
- 2010:  IAAF Continental Cup - 38,25 s
- 2012:  OS - 37,04 s (nat. rec.)
- 2015:  IAAF World Relays - 37,37 s (CR)
- 2015: DQ WK
- 2016: DQ OS (in series: 37,65)

## Onderscheidingen
- IAAF-atleet van het jaar - 2007
- Amerikaans atleet van het jaar - 2007
- Jesse Owens Award - 2007, 2009

1983 Carl Lewis ·
1987 Carl Lewis ·
1991 Carl Lewis ·
1993 Linford Christie ·
1995 Donovan Bailey ·
1997 Maurice Greene ·
1999 Maurice Greene ·
2001 Maurice Greene ·
2003 Kim Collins ·
2005 Justin Gatlin ·
2007 Tyson Gay ·
2009 Usain Bolt ·
2011 Yohan Blake ·
2013 Usain Bolt ·
2015 Usain Bolt ·
2017 Justin Gatlin ·
2019 Christian Coleman · 
2022 Fred Kerley · 
2023 Noah Lyles
1983 Calvin Smith ·
1987 Calvin Smith ·
1991 Michael Johnson ·
1993 Frankie Fredericks ·
1995 Michael Johnson ·
1997 Ato Boldon ·
1999 Maurice Greene ·
2001 Konstantinos Kenteris ·
2003 John Capel ·
2005 Justin Gatlin ·
2007 Tyson Gay ·
2009 Usain Bolt ·
2011 Usain Bolt ·
2013 Usain Bolt ·
2015 Usain Bolt ·
2017 Ramil Goelijev ·
2019 Noah Lyles ·
2022 Noah Lyles ·
2023 Noah Lyles
1983 King, Gault, Smith, Lewis ·
1987 McRae, McNeill, Glance, Lewis ·
1991 Cason, Burrell, Mitchell, Lewis ·
1993 Drummond, Cason, Mitchell, Burrell ·
1995 Esmie, Gilbert, Surin, Bailey ·
1997 Esmie, Gilbert, Surin, Bailey ·
1999 Drummond, Montgomery, Lewis, Greene ·
2001 Nagel, du Plessis, Newton, Quinn ·
2003 Capel, Williams, Patton, Johnson ·
2005 Doucouré, Pognon, De Lépine, Dovy ·
2007 Patton, Spearmon, Gay, Dixon ·
2009 Mullings, Frater, Bolt, Powell ·
2011 Carter, Frater, Blake, Bolt ·
2013 Carter, Bailey-Cole, Ashmeade, Bolt ·
2015 Carter, Powell, Ashmeade, Bolt ·
2017 Ujah, Gemili, Talbot, Mitchell-Blake ·
2019 Coleman, Gatlin, Rodgers, Lyles ·
2022 Brown, Blake, Rodney, De Grasse ·
2023 Coleman, Kerley, Carnes, Lyles